# إميل والتر
إميل والتر هو صحفي وسياسي سويسري، ولد في 29 يناير 1872 في فينترتور في سويسرا، وتوفي في 19 يناير 1939 في زيورخ في سويسرا. حزبياً، نشط في الحزب الاشتراكي الديمقراطي السويسري.